# وایکو
وایکو (انگلیسی: Wiko) یک شرکت الکترونیک فرانسوی تحت مالکیت کامل شرکت چینی تولید کننده تلفن همراه تینو موبایل است، که در سال ۲۰۱۱ تأسیس شد.

## تاریخچه
وایکو در فوریه سال ۲۰۱۱ توسط تاجر فرانسوی لارنت داهان تاسیس شد. دفتر مرکزی، تیم های طراحی و بازاریابی این شرکت در مارسی ، فرانسه مستقر هستند.
وایکو در سال ۲۰۱۳ در مجموع ۲.۶میلیون دستگاه تلفن همراه را روانه بازار کرد که عمدتاً تلفن های هوشمند اندروید ی بودند. در آن سال ۱.۷ میلیون گوشی هوشمند در فرانسه به فروش رساند و ۷ درصد از سهم بازار فرانسه را به خود اختصاص داد و دومین شرکت فروش گوشی هوشمند در کشور فرانسه بعد از برند سامسونگ شد.
وایکو در سال ۲۰۱۴ وارد بازار بریتانیا شد.
وایکو در سال ۲۰۱۸ در بیش از ۳۰ کشور اروپا، آسیا و آفریقا حضور داشت و حدود ۳۰ میلیون کاربر به خود اختصاص داد.

## ورود به ایران
شرکت عمران ‌تل  به تازگی برند وایکو را با مدل های T10، T3 و T50 وارد بازار ایران کرده است.

## جمع آوری داده های حریم خصوصی کاربران
در نوامبر ۲۰۱۷ فاش شد که برنامه های از پیش نصب شده در  تلفن های همراه وایکو داده های فنی کاربران را به شرکت چینی تینو موبایل ارسال می کند. این شرکت وجود چنین سیستمی که اطلاعات کاربران را جمع آوری می کند تایید کرد و گفت در نسخه های بروز شده برنامه ها دیگر اطلاعات کاربران جمع آوری نمی شود.